# San Cristóbal de Cuéllar
Pour les articles homonymes, voir Cuéllar (homonymie).
San Cristóbal de Cuéllar est une commune de la province de Ségovie dans la communauté autonome de Castille-et-León en Espagne.